# Solar Music
Solar Music — это самая известная музыкальная композиция немецкой группы Grobschnitt. По словам членов группы, её играли на каждом концерте со времени основания в 1970 году и до распада в 1989. Примечателен хронометраж произведения, который составлял как минимум 30 минут, но мог длиться и больше часа.
«Solar Music» постоянно развивалась на протяжении лет. Ни одно выступление не повторяло в точности предыдущее. Есть некая основная структура, вокруг которой импровизируют музыканты — из-за чего стало возможным издать эту песню на данный момент 23 раза (без ремастеров). Из них три раза официально на пластинках/компакт-дисках группы Grobschnitt, один раз на видео, остальное на счету тогдашнего ударника
Joachim Ehrig (Eroc), который реставрировал в своей студии старые записи группы и переиздал наилучшие версии, к великой радости поклонников группы. Вместе с развитием музыки менялось и имя: от «Solar Music» к «Powerplay» (c 1979) и, наконец, к «Sonnentanz», и с тех пор песня всегда объявлялась с этими двумя именами.
«Solar Music» была кульминацией каждого концерта и сочетала в себе музыку и шоу. Визуальными компонентами были искусственный туман, который иногда окутывал весь зал; внезапно появляющиеся загадочные фигуры; какие-то существа, устраивающие огненные ритуалы; монстры, сражающиеся на лазерных мечах; фейерверк, который иногда производился при помощи «болгарки». С музыкальной точки зрения в исполнении — по крайней мере в старых версиях — ни один из музыкантов не чувствовал себя ущемленным. Каждый имел достаточно времени для своего инструмента.
Эта песня с удовольствием использовалась, чтобы позлить полицейских. Когда обитатели соседних домов жаловались на громкость — концерты группы Grobschnitt редко длились меньше четырех часов — музыканты договаривались с полицией, что сыграют «еще всего одну песню». «Solar Music» могла в таких случаях длиться больше часа…

## Издания за время существования группы Grobschnitt
На 14 альбомах, в общей сложности издававшиеся группой за время её существования, «Solar Music» можно найти трижды. Также существует видео, на котором запечатлен последний концерт группы. Так что в общей сложности можно назвать четыре.

### Студийные версии
В 1974 году вышел двойной LP «Ballermann». Композиция «Solar Music» была разделена на две стороны пластинки. Длина этой студийной версии составляла около 33 минут.
После жесткого, насыщенного гитарным звучанием начала с короткой, искаженной, очень интенсивной вокальной партией, на последующие 20 минут композиция становится очень небесной, медитативной, почти гипнотической. Группа задерживается на долгих эпизодах схожих гармоний; одно за другим следуют соло — иной раз жесткие гитарные рифф, потом это могут быть перкуссионные мелодии на многочисленных по-разному настроенных Том-томах, затем или звуковые полотна на клавишных, или голос, вопрошающий: «Do You Hear Solar Music?», и различные шумы. В общем эта версия считается удачной, но в то же самое время «очень короткой», если сравнивать с длительностью других исполнений, которая временами превышала час.
Состав:
- Eroc (Joachim Ehrig): Ударные, Перкуссия, Электронные эффекты
- Lupo (Gerd-Otto Kühn): Соло-гитара
- Mist (Volker Kahrs): Клавишные
- Baer (Bernhard Uhlemann): Бас-гитара
- Wildschwein (Stefan Danielak): Вокал, Гитара

### Концертные версии
В 1978 году на LP «Solar Music» композиция была издана снова — на этот раз в живом исполнении. Это единственная композиция на диске, однако, возможно по причинам, связанным с авторскими правами, она была условно разбита на части (как Mülheim Spezial — запись была сделана в городе Мюльхайм). Здесь также нужно было переворачивать пластинку, чтобы послушать всю песню. На ремастированном CD композиция длится 54 минуты, а сам диск вместе с дополнительными материалами — 66 минут.
Начало исполнения похоже на студийную версию, только вокальная часть длится существенно дольше. Затем ткутся необузданные медитативные звуковые полотна, отточенные импровизации, длиннейшие гитарные соло — также есть и зубоскальство над слушателями, когда голос объясняет публике через мегафон: «Мы не хотим упустить возможность вас предупредить, что искусственный туман, который вы вдыхали последние десять минут, содержит крайне ядовитое вещество, которое через несколько мгновений может привести к потере сознания и смерти. Благодарим за проявленное доверие…» В качестве подтверждения шутки, как это часто делается с сатанинскими текстами в рок-музыке, в конце композиции предупреждение проигрывается еще раз, в этот раз задом наперед.
В составе по сравнению с 1974 годом есть единственная замена — в этот раз на бас-гитаре играет Wolfgang Jäger про прозвищу Pepe, Popo или Hunter.
Состав:
- Eroc (Joachim Ehrig): Ударные, Перкуссия, Электронные эффекты
- Lupo (Gerd-Otto Kühn): Соло-гитара
- Mist (Volker Kahrs): Клавишные
- Pepe / Popo / Hunter (Wolfgang Jäger): Бас-гитара
- Wildschwein (Stefan Danielak): Вокал, гитара

### Sonnentanz
В 1985 году «Solar Music» была в третий раз издана — в этот раз как Sonnentanz. Это снова единственная композиция на пластинке, опять условно разделенная на части, которые перетекают без пауз одна в другую.
Состав, также как и музыкальный стиль группы Grobschnitt изменился за это время очень сильно. Solar Music за прошедшие к тому времени 13 лет настолько изменилось, что не осталось практически ничего общего с оригинальной студийной версией 1974 года. Начало звучит совершенно по-другому, затем следуют длинные соло, исполняемые Lupo и Wildschwein. Остальные музыканты — в отличие от старых версий, где были мелодичные соло на ударных, а бас и особенно клавишные имели наиважнейший вес — лишь аккомпанируют. По мнению некоторых слушателей, композиция стала хуже оттого, что в неё оказались вплетены тексты, не имеющие, по всей видимости, никакого смысла (Открой руку под временем — Держи Солнце, когда оно падает — Энергия без начала — Взрывы целого мира — Жестом волшебной палочки — Все волки оплачены — Семеро слепых забыты — Взрывы моего мира …).
Эта версия длится около 34 минут
Состав:
- Lupo (Gerd-Otto Kühn): Соло-гитара, акустическая гитара
- Milla Kapolke: Бас-гитара, акустическая гитара
- Toni Moff Mollo (Rainer Loskand): Вокал, Свет
- Wildschwein (Stefan Danielak): Вокал, Гитара, Саксофон
- Peter Jureit: Ударные, Флейта
- Thomas «Tarzan» Waßkönig: Клавишные

### Last Party — Sonnentanz II
В 1990 году Solar Music была издана в четвертый раз, на видео. Она очень похожа на Sonnentanz, однако из-за большего количества соло длится 52:30 Минут. Видео было в продаже очень недолго. Это была запись последнего концерта Grobschnitt, который состоялся 4 декабря 1989 года.
Состав:
- Lupo (Gerd-Otto Kühn) Соло-гитара, акустическая Гитара
- Toni Moff Mollo (Rainer Loskand) Вокал
- Wildschwein (Stefan Danielak) Вокал, Гитара, Саксофон
- Admiral Top Sahne (Rolf Möller) Ударные
- Sugar Zuckermann (Dirk Lindemann) Клавишные
- Harry Stulle Portier (Harald Eller) Бас-гитара

## German Television Proudly Presents
В рамках Германского рок-фестиваля Grobschnitt выступали в 1978 также в Rockpalast и исполняли три композиции, в том числе 54:30-минутную версию Solar Music, очень схожую с изданием на виниле того же года. На этом концерте группа столкнулась с техническими проблемами — это причина того, что на протяжении всей записи слышен гул.

## The Story of
Когда Joachim H. Ehrig Eroc, бывший ударник и один из основателей группы, издал в 1994 году двойной CD с названием The Story of Grobschnitt, Solar Music оказалась издана в пятый раз.
Успех этого издания повлек за собой 11 дальнейших дисков «Story», на пяти двойных CD из которых можно найти как минимум две версии «Solar Music». Далее есть многочисленные концертные диски, на которых также содержится Solar Music, так что общее число изданий составляет 23 (включая ремастированные версии студийной версии и концертной 1978 года). Также есть запись в Rockpalast.

## Хронологическая последовательность записей с расположением и длительностью
Старая версия Solar Music
- 1969 — Suntrip Hagen 12:00
- 1973 — Osterholz — 40:00
- 1973 — Winterhude — 36:00
- 1974 — Studio — 33:00
- 1975 — Hagen — 44:00
- 1975 — Gevelsberg — 42:00
- 1976 — Plochingen 59:22
- прибл. 1976/77 — Mysteria — здесь дата и место неизвестны — 55:00
- 1977 — Lünen — 56:00
- 1977 — Bielefeld — 55:00
- 1978 — Berlin — 55:00
- 1978 — Mülheim — 54:00
- 1978 — Warburg — 58:00

Powerplay
- 1979 — Köln — 35:10
- 1979 — Wesel — 29:09
- 1979 — Emden — 29:29
- 1979 — Münster — 29:00
- 1981 — Osnabrück — 38:00
- 1981 — Meschede — 38:00
- 1981 — Donaueschingen — 38:00
- 1981 — Essen — 38:00

Sonnentanz
- 1983 — Dortmund — 43:00
- 1983 — Düsseldorf — 42:00
- 1985 — Saarbrücken — 34:00
- 1989 — Hagen (Video) — 52:30
- 1996 — Solingen (Toni Moff Mollos Razzia) — 40:00
- 2008 — Menden — 42:30

## Дискография
На этих LP/CD/Видео можно найти как минимум одну версию «Solar Music». Исполнитель всегда Grobschnitt.
- 1974 Ballermann
- 1978 Solar Music Live
- 1985 Sonnentanz — Live
- 1989 Last Party — Tourvideo
- 1994 Die Grobschnitt Story 1 (live Osnabrück 1981)
- 1996 Toni Moff Mollos Razzia Video (Live in Solingen 1996)
- 1998 Die Grobschnitt Story 2 (Private Solar Excursion = Improvisation von Solar Music)
- 2001 Die Grobschnitt Story 3 «The History of Solar Music» Vol. 1 (Warburg 1978, Münster 1979 & Studio remastert 1974)
- 2002 Die Grobschnitt Story 3 «The History of Solar Music» Vol. 2 (Mysteria ca. 1976 o. 1977, Köln 1979 & Osterholz 1973)
- 2002 Die Grobschnitt Story 3 «The History of Solar Music» Vol. 3 (Meschede 1981 & Hagen 1975, sowie ein Ausschnitt der Urversion von 1969 der Vorgängerband Crew)
- 2003 Die Grobschnitt Story 3 «The History of Solar Music» Vol. 4 (Berlin 1978 & Lünen 1977)
- 2003 Die Grobschnitt Story 4 «Illegal Tour 1981 Complete» (Essen 1981)
- 2004 Die Grobschnitt Story 3 «The History of Solar Music» Vol. 5 (Gevelsberg 1975 & Dortmund 1983)
- 2004 Die Grobschnitt Story 5 (Winterhude 1973)
- 2006 The International Story (Berlin 1978)
- 2007 Silver Mint Records Donaueschingen 1981-1
- 2007 Silver Mint Records Bielefeld 1977-2
- 2007 Silver Mint Records Düsseldorf 1983-2
- 2008 Silver Mint Records Wesel 1979-2
- 2008 Grobschnitt 2008 Live (Menden 2008)
- 2008 Silver Mint Records Osnabrück 1981-2
- 2008 Silver Mint Records Emden 1979